# Armenisch-saudi-arabische Beziehungen
Es bestehen zurzeit keine offiziellen diplomatischen Beziehungen zwischen Armenien und Saudi-Arabien. Die Beziehungen zwischen den beiden Staaten haben sich allerdings in den letzten Jahren aufgrund ihrer gemeinsamen Opposition gegen die neo-osmanische Außenpolitik der Türkei verbessert.

## Geschichte
Aufgrund der saudi-arabischen Unterstützung Aserbaidschans im Bergkarabachkonflikt insbesondere während des Ersten Bergkarabachkrieges wurden bislang keine offiziellen diplomatischen Beziehungen zwischen Armenien und dem Königreich aufgenommen. Da Saudi-Arabien den aserbaidschanischen Anspruch auf die Region Bergkarabach auch weiterhin anerkennt, besteht noch immer eine große Hürde für den Aufbau diplomatischer Beziehungen.
Durch den Aufstieg des saudischen Kronprinzen Mohammed bin Salman und die sich zeitgleich zuspitzenden Feindseligkeiten zwischen Saudi-Arabien und der Türkei, deren Beziehungen zu Armenien historisch problematisch sind, haben sich die Beziehungen zwischen den beiden Staaten jedoch verbessert. Sowohl Saudi-Arabien als auch Armenien sehen die von Recep Tayyip Erdoğan angestrebte Ausweitung des türkischen Einflusses als Bedrohung an. Saudi-Arabien begann im Jahre 2019 ein anti-türkisches Boykott, welches aufgrund von anti-saudischen Äußerungen der türkischen Regierung ausgeweitet wurde, während die Feindseligkeiten zwischen Armenien und der Türkei unter anderem auf der türkischen Leugnung des Völkermords an den Armeniern und dem türkischen Bündnis mit Aserbaidschan fußen.
Im Jahre 2019 erklärte sich Saudi-Arabien dazu bereit, einen endgültigen Beschluss zur Anerkennung des Völkermords an den Armeniern im Kongress der Vereinigten Staaten zu sponsern. In einer Stellungnahme denunzierte Prinzessin Reema bint Bandar Al Saud, die saudi-arabische Botschafterin in den Vereinigten Staaten, die Türkei für ihre Weigerung, den Völkermord als solchen anzuerkennen. Zudem besuchte der saudi-arabische Botschafter im Libanon im selben Jahre eine dortige Gedenkstätte des Völkermords, um symbolisch die Solidarität seiner Nation mit den Opfern der Gräueltaten zu zeigen.
Im September 2018 gratulierten der saudische Kronprinz Mohammed bin Salman und der saudische König Salman ibn Abd al-Aziz Armenien zu dessen Unabhängigkeitstag, obwohl offiziell noch keine Beziehungen aufgenommen wurden. Am 26. Oktober 2021 erreichte der armenische Präsident Armen Sarkissjan die Hauptstadt Saudi-Arabiens, Riad, was den ersten offiziellen Besuch zwischen den beiden Nationen darstellte. Während seines Besuches nahm Sarkissjan auch an der Konferenz der Future Investment Initiative teil, in welcher er neben dem Kronprinzen Mohammed bin Salman Platz fand.
Es wird angenommen, dass Saudi-Arabien und die Vereinigten Arabischen Emirate während des Krieges um Bergkarabach 2020 insgeheim Armenien gegen Aserbaidschan unterstützten. Der arabischsprachige Nachrichtensender Al-Arabiya lud den armenischen Präsidenten Armen Sarkissjan zudem dazu ein, im Rahmen des Krieges eine Rede zu halten, in welcher er die Türkei und Aserbaidschan denunzierte und die internationale Gemeinschaft darum bat, die Türkei von einer Intervention abzuhalten.
Andererseits hat Saudi-Arabien bisher davon abgesehen, Armenien direkt zu unterstützen, und fordert die Konfliktparteien stattdessen dazu auf, ihre Streitigkeiten friedlich beizulegen. Grund hierfür ist, dass Saudi-Arabien in Aserbaidschan trotz dessen Bündnisses mit der Türkei das Potenzial für eine Zusammenarbeit gegen den Iran sieht.